# William Nylander (Botaniker)

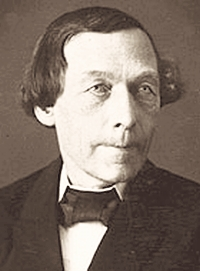
William Nylander (1885)

William Nylander (* 3. Januar 1822 in Oulu; † 29. März 1899 in Paris, Frankreich) war ein finnischer Zoologe, Botaniker und insbesondere Lichenologe. Sein offizielles botanisches Autorenkürzel lautet „Nyl.“   

## Leben und Werk
Nylander wurde 1847 an der Universität Helsinki zum Doktor der Medizin promoviert, wandte sich danach aber zunächst der Zoologie, speziell der Insektenforschung (Entomologie), dann der Botanik zu. 1857 erhielt er die Professur für den neu geschaffenen Lehrstuhl für Botanik an der Universität Helsinki. Nach sechs Jahren gab er dieses Amt jedoch ab und übersiedelte nach Paris, wo er als überwiegend freier Wissenschaftler ohne feste Anstellung (abgesehen von gelegentlichen Arbeiten am Muséum national d’histoire naturelle) und regelmäßiges Einkommen lebte. Erst ab 1878 erhielt er aus Finnland eine bescheidene Pension. In Paris baute er eine umfangreiche Flechtensammlung auf und entwickelte sich zu einem der weltweit führenden Lichenologen seiner Zeit. Insgesamt beschrieb er geschätzt etwa 3.000 Arten bzw. Formen von Flechten und publizierte über 300 wissenschaftliche Arbeiten. Als taxonomisches Hilfsmittel führte er bis heute verwendete chemische Bestimmungsmethoden in die Lichenologie ein (Iodid, Hypochlorit), die durch Farbreaktionen Verwandtschaftsbeziehungen aufzeigen. Andererseits war er heftiger Gegner der später als zutreffend erkannten Theorie von Simon Schwendener, der Flechten als Symbiosen zwischen Alge und Pilzpartner interpretierte.
Nylander war einer der ersten, der auf den Zusammenhang zwischen Luftverunreinigung und zurückgehendem Flechtenbewuchs hinwies und so die Basis für den Einsatz von Flechten als Bioindikatoren für Luftqualität legte.
Nylanders Flechtensammlung mit mehr als 50.000 Mustern befindet sich heute an der Universität Helsinki im Finnish Museum of Natural History.

## Ehrungen
Nach Nylander sind die Flechtengattungen Nylanderaria Kuntze, Nylanderiella Hue, Nylanderopsis Gyeln. und die Algengattung Nylandera Har. benannt.